# Pokrovske (Mikolaiv)
Pokrovske (en ucraniano: Покровське; en ruso: Покровское, romanizado: Pokróvskoye) es un pueblo ucraniano perteneciente al óblast de Mikolaiv. Situado en el sur del país, forma parte del raión de Mikolaiv y parte del municipio (hromada) de Ochákiv.
El pueblo está ocupado por Rusia desde marzo de 2022 en el marco de la invasión rusa de Ucrania.

## Geografía
Pokrovske es un pueblo en la península de Kimburn, a 12 km de Ochákiv y 78 km al suroeste de Mikolaiv. El extremo de la península está conectado al continente por una larga y estrecha franja de arena.  

## Historia
El lugar fue atacado y ocupado por fuerzas rusas durante la invasión rusa de Ucrania en 2022. El asentamiento, así como todos los demás territorios ocupados en el óblast de Mikolaiv, fue anexionado ilegalmente por Rusia como parte de su óblast de Jersón.
Tras una retirada rusa y una contraofensiva de las fuerzas ucranianas entre el 9 y el 11 de noviembre, casi todos los demás asentamientos en el óblast de Mikolaiv fueron liberados del control ruso, con la excepción de Pokrovske y los demás asentamientos en la península de Kimburn, Vasílivka y Pokrovka.

## Demografía
Según el censo de 2001, la lengua materna de la mayoría de los habitantes de Pokrovske, el 63,84%, es el ucraniano; del 34,46% es el ruso, y del 1,69%, el gagaúzo.

## Infraestructura

### Transportes
Desde Pokrovske, se puede llegar en bus a Pokrovka y Mikolaiv. En barco se puede llegar a Ochákiv y, desde el verano de 2017, a Mikolaiv y Jersón.